# Cezary Aftowicz
Cezary Aftowicz (ur. 25 czerwca 1933, zm. 16 czerwca 2005 w Jarosławiu) – wieloletni działacz sportowy.

## Życiorys
Był synem Romana, oficera Wojska Polskiego zamordowanego na Wschodzie. W 1938 roku przeprowadził się wraz z ojcem do Jarosławia. Od 1948 roku związał się z żeńską piłką ręczną w tym mieście. Jego pasją od lat młodzieńczych był sport – piłka nożna, tenis stołowy i hokej, w którym próbował swych sił jako bramkarz. Działał także w harcerstwie, był tancerzem w ognisku baletowym, wiele lat pracował w Pracowniach Konserwacji Zabytków, był aktywnym działaczem związkowym, spółdzielczym i samorządowym. 
W latach 1994–1998 pełnił funkcję radnego Rady Miasta. Przez kilka lat jako prezes kierował Jarosławskim Klubem Sportowym (1996–1998). Za jego kadencji jarosławskie piłkarki przeszły drogę od najniższej klasy rozgrywkowej niemal na szczyty polskiego szczypiorniaka, uwieńczoną w sezonie 1996/1997 brązowym medalem Mistrzostw Polski, udziałem w finale Pucharu Polski, a następnie w europejskim Pucharze Zdobywców Pucharów.
Aftowicz pochowany został na Nowym Cmentarzu w Jarosławiu.

## Odznaczenia
- 27 stycznia 1999 roku odznaczony przez Prezydenta RP Krzyżem Kawalerskim Orderu Odrodzenia Polski.

## Literatura
- Zdzisław Hawro, Michał Łobuś, Witold Rogala Monografia Jarosławski Klub Sportowy JKS 1909 Jarosław Jarosław 2009